# Преживяване, близко до смъртта
Преживяванията близки до смъртта (ПБС) са дълбоки психологически преживявания със свръхестествени и мистични елементи, обикновено случващи се на хора близо до смъртта или в ситуации на силна физическа или емоционална заплаха.